# (1417) Walinskia
(1417) Walinskia es el asteroide número 1417 situado en el cinturón principal. Fue descubierto por el astrónomo Karl Wilhelm Reinmuth  desde el observatorio de Heidelberg, el 1 de abril de 1937. Su designación alternativa es 1937 GH. Está nombrado en honor de una conocida de un astrónomo del Astronomisches Rechen-Institut.